# Kinsey Millhone
Kinsey Millhone – postać literacka, prywatny detektyw z książek Sue Grafton.